# Trifănești
Trifănești è un comune della Moldavia situato nel distretto di Florești di 1.441 abitanti al censimento del 2004

## Località
Il comune è formato dall'insieme delle seguenti località (popolazione 2004):
- Trifănești (988 abitanti)
- Alexandrovca (453 abitanti)